# 긱 경제

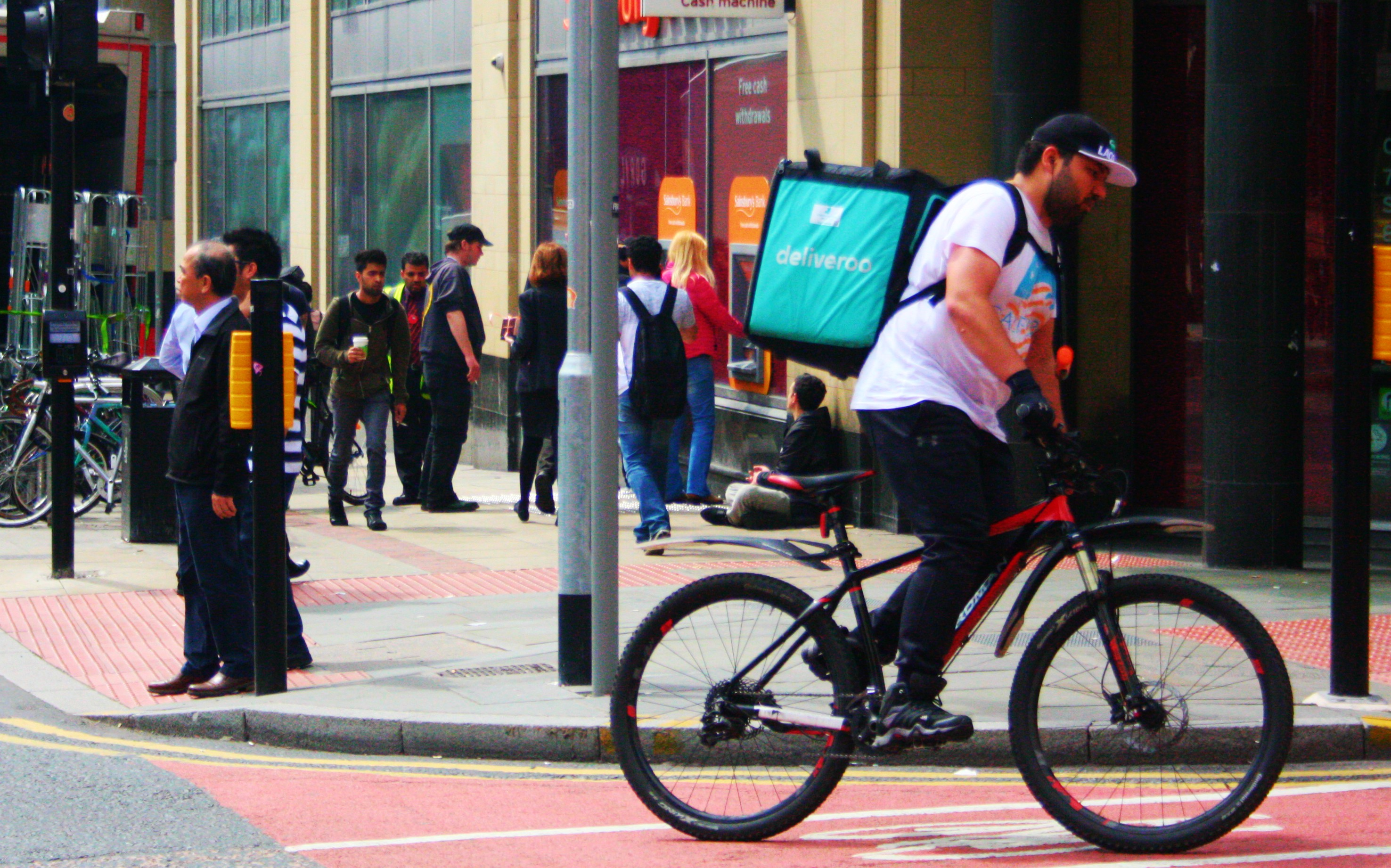
영국 맨체스터의 딜리버루 자전거 배달노동자

긱 경제(Gig economy) 또는 임시 계약 경제는 사람들의 노동력(긱 노동자)이 프리랜서 및 부업에 참여하는 경제 시스템이다. 긱 이코노미는 기업, 근로자, 소비자로 구성된다. 미국 국세청은 긱 이코노미를 "사람들이 주문형 작업, 서비스 또는 상품을 제공하여 소득을 얻는 활동"으로 정의하며, 이러한 활동은 모바일 앱이나 웹사이트와 같은 디지털 플랫폼을 통해 촉진되는 경우가 많으며 수익은 "현금, 재산, 물품 또는 가상화폐"의 형태이다. 페어 워크 옴부드스만(Fair Work Ombudsman)에 따르면 디지털 플랫폼이나 마켓플레이스는 개별 서비스 제공업체를 고객에게 직접 연결하고 유료로 연결한다. BBC는 이 용어에 대해 "영구직이 아닌 단기 계약이나 프리랜서 작업이 널리 퍼져 있는 노동 시장"이라는 정의를 제시했다. "긱(gig)"이라는 용어는 음악가나 희극 배우과 같은 아티스트의 공연을 개인이 출연한다는 속어에서 유래되었다. 정규 급여를 받는 대신 공연 작업자는 수행된 개별 공연에 대해 급여를 받는다.
기업체는 비정규직 할당을 위한 단기 약속을 위해 근로자의 서비스를 고용한다. 이들은 종종 대체 형태의 상용 제품으로 시장을 혼란에 빠뜨리고 있다. 긱 비즈니스 모델은 병가, 건강 보험 혜택은 물론 사무실 공간, 장비, 교육 등의 비용을 부담하지 않기 때문에 기업체는 종종 다른 유형의 서비스나 제품을 제공할 수 있다. 때로는 이를 통해 다른 방법으로는 감당할 수 없는 전문 지식을 고용할 수 있다. 근로자에는 "프리랜서, 독립 계약자, 프로젝트 기반 근로자 및 임시 또는 시간제 고용"이 포함된다. 그들은 일정 관리와 일과 삶의 균형 측면에서 더 큰 유연성을 누리는 경우가 많다. 소비자는 더 나은 선택과 편리함의 혜택을 누린다.

## 같이 보기
- 공유 경제
- 플랫폼 경제